# آدا باكر
آدا باكر (بالهولندية: Ada Bakker) مواليد 8 أبريل 1948، هي لاعبة كرة مضرب هولندية سابقة. وصلت إلى نهائي أوكلاند المفتوحة للسيدات سنة 1968.

## النهائيات

### الزوجي (الوصافة 2)
| الحصيلة | الرقم | التاريخ       | الدورة                              | الأرضية | الشريك        | المنافس                       | النتيجة  |
| ------- | ----- | ------------- | ----------------------------------- | ------- | ------------- | ----------------------------- | -------- |
| الوصافة | 1.    | 28 يناير 1968 | أوكلاند المفتوحة للسيدات، نيوزيلندا | عشبية   | أستريد سوربيك | كيري ريد غيل شانفرو           | 0–6, 2–6 |
| الوصافة | 2.    | 28 أبريل 1969 | بورنموتث، إنجلترا                   | صلبة    | ماريجك يانسن  | مارغريت سميث كورت جودي تيجارت | 1–6, 4–6 |

## روابط خارجية
- آدا باكر على موقع رابطة محترفات التنس (الإنجليزية)
- آدا باكر على موقع الاتحاد الدولي لكرة المضرب (الإنجليزية)
- آدا باكر على موقع كأس بيلي جين كينغ (الإنجليزية)
- آدا باكر على موقع بطولة ويمبلدون (الإنجليزية)
- آدا باكر على موقع خلاصة التنس.كوم (الإنجليزية)